# ادوارد استریتر
ادوارد استریتر (انگلیسی: Edward Streeter؛ ۱ اوت ۱۸۹۱ – ۳۱ مارس ۱۹۷۶) یک نویسنده، روزنامه‌نگار، پدیدآور، و رمان‌نویس اهل ایالات متحده آمریکا بود.
از آثار وی میتوان به کتاب پدر عروس اشاره کرد.